# Catocala deducta
Catocala deducta is een vlinder uit de familie van de spinneruilen (Erebidae). De wetenschappelijke naam van de soort is voor het eerst geldig gepubliceerd in 1843 door Eversmann.
Deze nachtvlinder komt voor in Europa.